# Acinetobacter baumannii
Acinetobacter baumannii – gatunek Gram-ujemnych, niefermentujących bakterii. Często wywołuje zakażenia oportunistyczne u ludzi. Jej naturalnym środowiskiem jest woda i gleba. Infekcja Acinetobacter baumannii jest częstym zakażeniem wewnątrzszpitalnym u pacjentów wymagających dużej ilości procedur inwazyjnych, przebywających na oddziałach intensywnej terapii. Często znajdowana jest w różnych materiałach klinicznych – krwi, moczu, płynie mózgowo-rdzeniowym, materiale z ran pooperacyjnych. Zakażenie u takich pacjentów może często prowadzić do sepsy. Bakteria ta może również wchodzić w skład fizjologicznej mikroflory skóry człowieka, szczególnie u osób hospitalizowanych.

## Morfologia i fizjologia[2]
Bakteria Acinetobacter baumannii ma kształt krótkich, pękatych pałeczko-ziarniaków, czasem tworzących układy w formie dwoinek. W wyniku barwienia metodą Grama, przyjmują różowy kolor (wynik gramujemny), trudno odbarwiają się alkoholem. Nie są urzęsione, co odróżnia je od większości gramujemnych pałeczek niefermentujących. Mają bardzo małe wymagania pokarmowe. Mogą wyrastać na podłożach z tylko jednym związkiem organicznym będącym źródłem węgla. Jako źródło azotu mogą wykorzystywać siarczan amonu lub azotany.
Na stałych pożywkach tworzą bezbarwne, okrągłe kolonie. Niektóre szczepy wytwarzają otoczkę i rosną w formie śluzowych kolonii. A. baumanii posiadają adhezyjne fimbrie dzięki którym komórki bakterii ściśle do siebie przylegają. Cecha ta uniemożliwia pobranie części kolonii ezą – cała kolonia przykleja się ezy. Optymalna temperatura dla wzrostu tej bakterii to około 33-35 °C, chociaż potrafią przeżyć i wzrastać również w temperaturze 40 °C, Graniczne pH w jakim wyrastają to od 5,0 do 8,0. Efektem przemiany materii tych bakterii są lotne substancje o charakterystycznym, nieprzyjemnym zapachu.
Pałeczki A. baumannii prowadzą ściśle tlenowy metabolizm. Rozkładają laktozę, w związku z tym na podłożu MacConkeya wyrastają w formie różowych kolonii. Nie wytwarzają oksydazy cytochromowej tak jak większość tlenowych pałeczek gramujemnych, co często może być przyczyną ich mylenia z fermentującymi pałeczkami z rodziny Enterobacteriaceae. Do ich rozróżnienia wykorzystuje się badanie rozkładu cukrów w warunkach tlenowych i beztlenowych na podłożu Hugh-Leifsona.

## Chorobotwórczość i leczenie
Dużym problemem terapeutycznym jest występowanie szczepów opornych na większość stosowanych antybiotyków (MDRAB – multidrug-resistant A. baumannii). Największą skuteczność w leczeniu wykazują imipenem i sulperazon (cefoperazon + sulbaktam).
Istnieją doniesienia o częstym występowaniu zakażeń Acinetobacter baumannii wśród amerykańskich żołnierzy w Iraku.